# Stefano Apuzzo
Stefano Apuzzo, né à Naples le 2 mai 1966, est un homme politique, journaliste et écrivain italien, et député de la Fédération des Verts lors de la XIe législature de la République italienne.

## Biographie
Journaliste et écrivain depuis 1995, collaborateur de plusieurs journaux, il est diplômé en peinture de l'Académie des Beaux-Arts de Brera.
Il est l'auteur de plusieurs livres et textes sur l'environnement, la sécurité alimentaire, les droits des consommateurs et les animaux.

## Parcours politique
Très jeune, il milite au sein de la Fédération de la jeunesse communiste italienne du PCI. Il rejoint les Verts dès leur création, avec lesquels il est élu conseiller municipal à Opera de 1990 à 1998. En 1992, il est élu député, et en cette qualité, il est le promoteur de deux lois pour la défense de l'environnement et des animaux : la modification de l'article 727 du code pénal, avec le renforcement des peines pour mauvais traitements, et le droit à l'objection de conscience à l'expérimentation animale pour les étudiants universitaires. 
De 2004 à 2019, il est conseiller pour l'environnement, la coopération et la protection civile de la municipalité de Rozzano. Il s'occupe également des innovations technologiques, du travail, des parcs, de la verdure et des animaux. 
En 2024, il est candidat de l'Alliance des Verts et de la gauche dans la circonscription du nord-ouest pour les élections européennes,.
Le 23 mai de la même année,  il attire l'attention du public en marchant sur le rebord de la façade du Palais Montecitorio pour déployer deux drapeaux palestiniens sur un balcon de la Chambre des députés, en signe de proximité et de solidarité avec la population de Gaza durement touchée par les affrontements avec les forces armées israéliennes. Il a même le temps de faire un court discours, qu'il qualifie d'acte symbolique dédié aux étudiants universitaires du monde entier qui protestent, et appelle à l’arrêt du massacre, à la libération des otages israéliens entre les mains du Hamas et à la libération des deux millions et demi de Palestiniens emprisonnés dans la bande de Gaza par Israël.